# Persone di nome André/Calciatori
| Questa pagina contiene informazioni ricavate automaticamente dalle voci biografiche con l'ausilio del template Bio e di un bot. L'aggiornamento è periodico e automatico e ricostruisce completamente la pagina. Se manca una persona in questa lista, sei pregato di non aggiungerla, ma accertati piuttosto che la sua voce biografica contenga il template Bio e che i dati anagrafici siano correttamente compilati. Se il template Bio manca, inseriscilo tu stesso o, in alternativa, metti l'avviso {{tmp\|Bio}} che ne segnala la mancanza. Se i dati riportati sono sbagliati, correggi direttamente la voce biografica; le modifiche saranno visibili in questa lista entro pochi giorni. Per chiarimenti vedi il progetto antroponimi. La lista contiene solo le 151 persone che sono citate nell'enciclopedia e per le quali è stato implementato correttamente il template Bio. Pagina aggiornata al 22 lug 2025. |

Questa è una lista di persone presenti nell'enciclopedia che hanno il nome André e sono calciatori.

## A(10)
- André Allègre, calciatore francese (Saint-Maurice-d'Ételan, n. 1895 - Vigneux-sur-Seine, † 1966)
- André Alves, ex calciatore brasiliano (Dourados, n. 1983)
- André Ascensio, calciatore francese (Orano, n. 1938 - Cesson-Sévigné, † 2017)
- André Auras, calciatore senegalese (Dakar, n. 1991)
- André Ayew, calciatore francese (Seclin, n. 1989)
- André Andrade de Castro, calciatore brasiliano (San Paolo, n. 1991)
- André Cruz, ex calciatore brasiliano (Piracicaba, n. 1968)
- André Pedrosa, calciatore portoghese (Barreiro, n. 1997)
- André Pinto, ex calciatore portoghese (Vila Nova de Gaia, n. 1989)
- Ukra, ex calciatore portoghese (Vila Nova de Famalicão, n. 1988)

## B(13)
- André André, calciatore portoghese (Vila do Conde, n. 1989)
- André Bahia, ex calciatore brasiliano (Rio de Janeiro, n. 1983)
- André Belli, calciatore svizzero (n. 1916 - Ginevra, † 1993)
- André Filipe Bernardes Santos, calciatore portoghese (Sobreiro Curvo, n. 1989)
- André Betta, ex calciatore francese (Beaune, n. 1944)
- André Bikey, ex calciatore e allenatore di calcio camerunese (Douala, n. 1985)
- André Biyogo Poko, calciatore gabonese (Bitam, n. 1993)
- André Boman, calciatore svedese (n. 2001)
- André Borel, calciatore svizzero (Bevaix, n. 1893 - Neuchâtel, † 1970)
- André Boucaud, ex calciatore trinidadiano (Londra, n. 1984)
- André Buengo, ex calciatore angolano (Luanda, n. 1980)
- André Burkhard, ex calciatore francese (Benfeld, n. 1950)
- André Lima, ex calciatore brasiliano (Rio de Janeiro, n. 1985)

## C(12)
- André Caillet, calciatore francese (n. 1900 - † 1925)
- André Calisir, calciatore svedese (Stoccolma, n. 1990)
- Andrezinho, calciatore portoghese (Paredes, n. 1995)
- André Carrillo, calciatore peruviano (Lima, n. 1991)
- André Castro, ex calciatore portoghese (Gondomar, n. 1988)
- André Chardar, calciatore francese (Buenos Aires, n. 1906 - Parigi, † 1993)
- André Cheuva, calciatore francese (Hellemmes, n. 1908 - Marcq-en-Barœul, † 1989)
- André Chorda, calciatore francese (Charleval, n. 1938 - Nizza, † 1998)
- André Claro, calciatore portoghese (Vila Nova de Gaia, n. 1991)
- André Moreira, calciatore portoghese (Ribeirão, n. 1995)
- André Sousa, calciatore portoghese (Lisbona, n. 1990)
- André Vidigal, calciatore portoghese (Elvas, n. 1998)

## D(13)
- André Barreto, ex calciatore brasiliano (Rio de Janeiro, n. 1979)
- André Carvalhas, ex calciatore portoghese (Lisbona, n. 1989)
- André Daina, ex calciatore e arbitro di calcio svizzero (Buttes, n. 1940)
- André Danielsen, ex calciatore norvegese (Stavanger, n. 1985)
- Grégoire Defrel, calciatore francese (Meudon, n. 1991)
- André Doye, calciatore francese (Raimbeaucourt, n. 1924 - Bordeaux, † 1981)
- André Clarindo dos Santos, ex calciatore brasiliano (San Paolo, n. 1983)
- André Luis, calciatore brasiliano (Pouso Alegre, n. 1997)
- André Henrique, calciatore brasiliano (Guanambi, n. 2001)
- André Luciano da Silva, ex calciatore brasiliano (Fortaleza, n. 1981)
- Felipinho, calciatore brasiliano (Itapetinga, n. 1997)
- André Sousa, calciatore portoghese (Setúbal, n. 1998)
- André Luís dos Santos Ferreira, ex calciatore brasiliano (n. 1959)

## F(9)
- André Amaro, calciatore portoghese (Coimbra, n. 2002)
- André Marques, ex calciatore portoghese (Carregal do Sal, n. 1987)
- André Fierens, calciatore belga (Anversa, n. 1898 - † 1971)
- André Flem, ex calciatore norvegese (Kristiansund, n. 1967)
- André Fomitschow, calciatore tedesco (Dresda, n. 1990)
- André François, calciatore francese (Roubaix, n. 1886 - Sainte-Menehould, † 1915)
- André Frey, calciatore francese (Rosselange, n. 1919 - Nizza, † 2002)
- André Lacximicant, calciatore portoghese (Lisbona, n. 2001)
- André Pereira, calciatore portoghese (Porto, n. 1995)

## G(9)
- André Dias, ex calciatore brasiliano (São Bernardo do Campo, n. 1979)
- André Luís Garcia, ex calciatore brasiliano (Porto Alegre, n. 1979)
- André Geraldes, calciatore portoghese (Maia, n. 1991)
- André Golke, ex calciatore tedesco (Amburgo, n. 1964)
- André Grobéty, calciatore svizzero (Ginevra, n. 1933 - † 2013)
- André Guerreiro Rocha, ex calciatore brasiliano (San Paolo, n. 1984)
- André Gumprecht, ex calciatore tedesco (Jena, n. 1974)
- André Guy, ex calciatore francese (Bourg-en-Bresse, n. 1941)
- André Simões, calciatore portoghese (Matosinhos, n. 1989)

## H(5)
- André Hahn, calciatore tedesco (Otterndorf, n. 1990)
- André Hansen, calciatore norvegese (Oslo, n. 1989)
- André Hanssen, ex calciatore norvegese (Tromsø, n. 1981)
- André Hess, calciatore francese (Montigny-lès-Metz, n. 1933 - Metz, † 2004)
- André Houška, calciatore cecoslovacco (n. 1926 - † 1991)

## I(2)
- André Astorga, ex calciatore brasiliano (Santa Fé, n. 1980)
- André Luiz Inácio da Silva, calciatore brasiliano (Rio de Janeiro, n. 2002)

## K(4)
- André Kabile, ex calciatore francese (Saint-Esprit, n. 1938)
- André Kana-Biyik, ex calciatore camerunese (Sackbayémé, n. 1965)
- André Krogsæter, ex calciatore norvegese (Oslo, n. 1961)
- Andre de Kruijff, calciatore olandese (n. 1895 - † 1964)

## L(12)
- Andrezinho, ex calciatore brasiliano (Rio de Janeiro, n. 1975)
- André Duarte, calciatore portoghese (Sacavém, n. 1997)
- André Horta, calciatore portoghese (Almada, n. 1996)
- André Lambert, calciatore francese (Saint-Philippe-d'Aiguille, n. 1877 - Parigi, † 1901)
- André Lassalle, calciatore francese
- André Le Fèvre, calciatore olandese (Arnhem, n. 1898 - L'Aia, † 1977)
- André Luís Leite, calciatore brasiliano (Jaú, n. 1986)
- André Lenz, ex calciatore tedesco (Mülheim an der Ruhr, n. 1973)
- André Leone, ex calciatore brasiliano (San Paolo, n. 1979)
- André Lerond, calciatore francese (Le Havre, n. 1930 - Bron, † 2018)
- André Liminana, calciatore francese (Sidi Bel Abbès, n. 1899 - † 1947)
- André Ricardo, calciatore portoghese (Lisbona, n. 2000)

## M(9)
- André Almeida, ex calciatore portoghese (Lisbona, n. 1990)
- André Maschinot, calciatore francese (Valdoie, n. 1903 - Colmar, † 1963)
- André McFarlane, calciatore britannico (George Town, n. 1989)
- André Luiz Moreira, ex calciatore brasiliano (San Paolo, n. 1974)
- André Moritz, ex calciatore brasiliano (Florianópolis, n. 1986)
- André Muff, ex calciatore svizzero (Emmen, n. 1981)
- André Muri, ex calciatore norvegese (Asker, n. 1981)
- André Neles, calciatore brasiliano (Patrocínio, n. 1978 - Uberlândia, † 2020)
- André Vilas Boas, ex calciatore portoghese (Vila do Conde, n. 1983)

## N(4)
- André Luís Neitzke, calciatore brasiliano (Paraná, n. 1986)
- André Neury, calciatore svizzero (n. 1921 - † 2001)
- André Nevstad, ex calciatore norvegese (Ulsteinvik, n. 1972)
- André Nieuwlaat, ex calciatore norvegese (Moss, n. 1965)

## O(3)
- André Ribeiro, calciatore svizzero (Carouge, n. 1997)
- André Silva, calciatore brasiliano (Taboão da Serra, n. 1997)
- André Onana, calciatore camerunese (Nkol Ngok, n. 1996)

## P(6)
- Andrezinho, calciatore portoghese (Carregado, n. 1996)
- André Fontes, ex calciatore portoghese (Tábua, n. 1985)
- André Micael, ex calciatore portoghese (Guimarães, n. 1989)
- André Anderson, calciatore brasiliano (Maracaí, n. 1999)
- André Poullain, calciatore francese (Parigi, n. 1893 - Noisy-le-Grand, † 1954)
- André Puget, calciatore francese (Parigi, n. 1882 - Neuville-Saint-Vaast, † 1915)

## R(11)
- André Felipe Ribeiro de Souza, ex calciatore brasiliano (Cabo Frio, n. 1990)
- André Franco, calciatore portoghese (Lisbona, n. 1998)
- André Leão, calciatore portoghese (Freamunde, n. 1985)
- André Ramalho, calciatore brasiliano (Ibiúna, n. 1992)
- André Raymond, calciatore trinidadiano (Chaguanas, n. 2000)
- André Renaux, calciatore francese (Roubaix, n. 1882 - Roubaix, † 1924)
- André Rey, ex calciatore francese (Strasburgo, n. 1948)
- André Filipe Magalhães Ribeiro Ferreira, calciatore portoghese (Vila Nova de Gaia, n. 1996)
- André Rollet, calciatore francese (Ivry-sur-Seine, n. 1905 - Parigi, † 1985)
- André Ryssen, calciatore francese (Boulogne-sur-Mer, n. 1902 - † 1946)
- André Rømer, calciatore danese (n. 1993)

## S(17)
- André Luiz Silva do Nascimento, ex calciatore brasiliano (São João del-Rei, n. 1980)
- André Saeys, calciatore belga (Sint-Andries, n. 1911 - Sint-Andries, † 1988)
- André Filipe Saraiva Martins, ex calciatore portoghese (Ferreira do Alentejo, n. 1987)
- André Schei Lindbæk, ex calciatore norvegese (n. 1977)
- André Schembri, ex calciatore maltese (Floriana, n. 1986)
- André Schürrle, ex calciatore tedesco (Ludwigshafen am Rhein, n. 1990)
- André Senghor, ex calciatore senegalese (Dakar, n. 1986)
- André Seruca, calciatore portoghese (Faro, n. 2000)
- André Clovis, calciatore brasiliano (San Paolo, n. 1997)
- André Luis Silva de Aguiar, calciatore brasiliano (Santarém, n. 1994)
- André Simonyi, calciatore francese (Huszt, n. 1914 - Compiègne, † 2002)
- André Sinédo, calciatore francese (n. 1978 - † 2022)
- André Martins, ex calciatore portoghese (Santa Maria da Feira, n. 1990)
- André Roberto Soares da Silva, ex calciatore brasiliano (São Carlos, n. 1981)
- Andrezinho, ex calciatore brasiliano (Mineiros, n. 1981)
- André Strappe, calciatore e allenatore di calcio francese (Bully-les-Mines, n. 1928 - Le Havre, † 2006)
- André Syrvet, calciatore svizzero (n. 1907 - Losanna, † 1983)

## T(6)
- Andrezinho, ex calciatore brasiliano (Campinas, n. 1983)
- André Gomes, calciatore portoghese (Porto, n. 1993)
- André Tassin, calciatore francese (Arras, n. 1902 - † 1987)
- André Teixeira, calciatore portoghese (Porto, n. 1993)
- André Thomas, calciatore americo-verginiano (Saint Croix, n. 1988)
- André Trindade, calciatore brasiliano (Algodões, n. 2001)

## U(1)
- André Ulla, ex calciatore norvegese (Valderøy, n. 1973)

## V(2)
- André Silva, calciatore portoghese (Gondomar, n. 1995)
- André Vandeweyer, calciatore e allenatore di calcio belga (Tienen, n. 1909 - † 1992)

## W(3)
- Andrezinho, ex calciatore brasiliano (Igarapé, n. 1986)
- André Bukia, calciatore congolese (Repubblica Democratica del Congo) (Kinshasa, n. 1995)
- André Weis, calciatore tedesco (Boppard, n. 1989)